# Variedades del idioma español en el País Vasco y Navarra

Distribución de las variedades en la península ibérica

Las variedades del español en el País Vasco y Navarra se ven fuertemente determinadas por la influencia de la lengua vasca. También comparten rasgos con otras hablas del norte peninsular.
Pertenecen a los dialectos castellanos septentrionales, guardando especial relación con el romance navarroaragonés, que evolucionó a lengua aragonesa aragonés en Aragón, aunque con matices euskéricos.

## Área geográfica
Estas variedades son habladas en el territorio de Hegoalde, en las provincias de Navarra, Álava, Vizcaya y Guipúzcoa. También es hablado en zonas limítrofes, como en la Rioja (comarca de Haro y la Sonsierra), en Castilla y León (Miranda de Ebro y valles de Losa y Mena), en Cantabria (Castro Urdiales y comarca de Asón-Agüera) y en Aragón (Jacetania occidental).[cita requerida]

## Historia
Para algunos autores los primeros registros del romance ibérico aparecen en las Glosas Emilianenses, escritas en San Millán de la Cogolla, en el entonces Reino de Pamplona Además, aparecían apuntes en euskera (aunque no eran los primeros vestigios de dicha lengua). Esto hace que sean muchos los lingüistas que afirmen que el origen del castellano se encuentra entre Burgos, la Rioja y la Rioja Alavesa.[cita requerida] Allí se habló durante mucho tiempo o se sigue hablando el euskera, por lo que se le considera uno de los grandes aportes a la creación del idioma junto con el latín. De hecho, en el Cantar de mio Cid, primera obra poética de la literatura castellana, Rodrigo Díaz de Vivar (apellido compuesto navarro-alavés), procedente de Burgos, llama Minaya a Álvar Fáñez, su amigo de confianza. Resulta que Minaya procede de la expresión "mi anaia", siendo "anaia" la palabra en euskera para referirse al hermano de un hermano, lo que muestra la gran influencia de este idioma en las zonas donde surgió el castellano.
En 1119, el rey Alfonso VIII de Castilla conquista Álava, hasta entonces perteneciente al Reino de Pamplona, y lo anexiona al Reino de Castilla, entonces con un tamaño muy reducido. Esto propicio la incorporación de sendos elementos del euskera al castellano. Entre ellos se encuentran:
- el sistema vocálico de cinco vocales
- betacismo: pronunciación igualitaria de las letras b y v
- evolución del fonema /f/ hacia /h/ (no es facer, es hacer)
- simplificación del sistema de consonantes castellano
- incorporación de léxico euskerico, entre los que se encuentran izquierda (procedente de "ezkerra"), alud (procedente de "lurte"), chatarra (procedente de "txatar"), chabola (procedente de "txabola"), cencerro (procedente de "zinzerri"), órdago (procedente de "hor dago") y aquelarre (procedente de "akelarre")

Existen además ciertos elementos cuyo origen, aunque disputado, podría también estar en el euskera.
Lo mismo sucedió con Guipúzcoa en el año 1200 y en 1334 con el Señorío de Vizcaya, aunque a menor escala, ya que especialmente este último conservó el uso del euskera. Esto propició la creación de un dialecto del castellano propio de las tres provincias (Álava, Vizcaya y Guipúzcoa) ligeramente diferente al del resto de la Corona de Castilla.[cita requerida]
En 1492, con la conquista por parte de la Corona de Castilla de los territorios árabes de la península ibérica, la lengua romance usada en la Corona de Castilla comenzó a variar considerablemente, en comparación con la lengua romance hablada en Hegoalde (a excepción de Navarra), al incorporar elementos del árabe tales como alcohol, almohada, albaricoque, hasta o aceite.
Por otro lado, en el Reino de Navarra se hablaban tres idiomas: euskera, navarro (en la parte sur) y gascón (en la parte norte).  El gascón es una variedad del occitano, y el romance navarro forma junto al romance aragonés y al riojano precastellano el grupo de lenguas navarroaragonesas. Lo que mayoritariamente diferenciaba al navarro del resto de lenguas navarroaragonesas y, en menor medida, de las lenguas castellanas, era precisamente la incorporación de elementos euskericos, al estar muy en contacto con dicha lengua. Algunos de estos elementos siguen presentes en el aragonés actual.
Tras la conquista del Reino de Navarra por parte de los reinos de Castilla y Aragón, entre los años 1512 y 1529, el castellano fue impuesto también en Navarra. Al ser tanto el castellano como el navarro lenguas romances, compartían gran cantidad de elementos en común. Tal y como sucedió con otras lenguas peninsulares como el leonés, el extremeño o el aragonés, la nobleza castellana hizo parecer que empleaban formas arcaicas o vulgares, pese a que fuesen términos de sus propias lenguas, lo que conllevó a una gran parte de la población a dejar de lado sus lenguas tradicionales para emplear el castellano. Se trata además de una de las causas del declive, hasta el siglo XX, de otros idiomas como el euskera, el catalán o el gallego. Uno de los casos más destacados fue la muerte del euskera roncalés en 1976 junto con su última hablante, Antonia Anaut.[cita requerida]
Tras dicho proceso, se consideró que las formas romances de hablar propias de los territorios de Hegoalde son finalmente, en el siglo XXI, variedades del idioma español. Sin embargo, debido a la imposición de normas lingüísticas por parte de la Real Academia Española, algunas de sus formas están vistas como "vulgares" o "incorrectas" y otras tantas como "no estándares" o "a evitar". Actualmente, al igual que el resto de variedades, está perdiendo peso debido a la uniformización del castellano.[cita requerida]

## Características antiguas propias
Aunque muchos rasgos propios de estas variedades se han extrapolado a todo el castellano, especialmente en sus primeros años, había y sigue habiendo grandes rasgos que diferencian a los hablantes de Hegoalde del resto de los castellanoparlantes. Algunos de ellos pasaron a la historia, como:
- confusión de los géneros masculino y femenino (debido a que en euskera no existe tal distinción). Por ejemplo: la mesa = el mesa; la casa = el casa; la puerta = el puerta; los coches = las coches; etc.
- inclusión del prefijo er- ante palabras que empiezan por r- (en euskera no hay palabras que empiecen directamente por r-): recortar → errecortar; repetir → errepetir; regar → erregar. Actualmente ocurre algo parecido con la partícula ar-.
- sustitución de -c- por la partícula euskerica -tz-. Por ejemplo: anunciación → anuntziatzion, concierto → kontzierto...

## Características actuales propias
Estas variedades tienen unas particularidades que le diferencian de cualquier otra variedad del castellano:

### Omisión parcial del participio pasado
La forma verbal del participio castellano proviene del participio latino, pero como se han perdido las formas presentes y futuras, solo queda el participio pasado. El participio siempre es pasivo en castellano y no tiene forma compuesta. En cuanto a la construcción, hay dos tipos de participio: los regulares y los irregulares. Los participios irregulares ven el lexema desfigurado y, al estar más cerca de las formas latinas, ocultan el morfema del participio. Estos, precisamente al ser irregulares, no afectan al lenguaje de Hegoalde. Por ejemplo, el participio del verbo ver es visto; el del verbo escribir, escrito, y el del verbo alabar, alabado.
En cuanto a los verbos regulares, forman el participio del siguiente modo: lexema + vocal inductora + vocal temática + morfema de participio + morfema de género + morfema de número. En el caso de los verbos de la primera conjugación, que constituyen el infinitivo en -ar (por ejemplo, amar, excavar), la vocal temática es "a", y el morfema participativo (en este caso, como las otras dos conjugaciones regulares) es "d". En consecuencia, la forma masculina singular de los participios de la primera conjugación se convierte en -ado, siendo -ados su forma plural. Son las dos formas que se omiten parcialmente en estas variedades del castellano, que al hablar -ado se convierte en -au y -ados en -aus, aunque nunca por escrito, siempre oralmente. Por el contrario, las formas del femenino no presentan esta alteración. Algunos ejemplos son:
| Oración                           | Pronunciación estándar        | Pronunciación de Hegoalde     |
| --------------------------------- | ----------------------------- | ----------------------------- |
| He alquilado un coche.            | e alkilado un coche           | e alkilau un coche            |
| Parece que han sido dejados ahí.  | parece ke an sido dejados ai  | parece ke an sido dejaus ai   |
| ¿Has comido algo hoy?             | as komido algo oy             | as komido algo oy             |
| Lo que hemos vivido hoy es único. | lo ke emos vivido oy es unico | lo ke emos bibido oy es unico |

Aunque pueda parecer que ocurre en otros dialectos del castellano, especialmente en el andaluz o algunos latinoamericanos, no es así. En estos casos, el morfema de participio "d" se evita totalmente, aunque el morfema de género "o" permanece intacto. En este caso, alquilado diría "alkilao" ("alkilau" en Hegoalde) y dejados "dejaos" ("dejaus" en Hegoalde).

### Uso depues
La conjunción pues (en euskera: ba) es muy utilizada, sobre todo en el lenguaje oral. Debido a la continua relación entre el euskera y el castellano, tras la conquista del Reino de Navarra en 1522, tanto la palabra ba como la versión castellana pues (proviene del romance navarro) aparecen en ambas lenguas y se utilizan indistintamente en euskera y en estas variedades. La otra gran diferencia que separa al resto de castellanoparlantes de los de Hegoalde es el uso que se da a esta palabra. Se utiliza de tal manera que aparece en la mayoría de las oraciones de una conversación informal. A medida que el discurso se vuelve más formal o escrito, el número se reduce, aunque se pueden seguir percibiendo. Algunos ejemplos son:
- ¿Has comprado el pan? Pues no. (empleado como conector)
- No puedes pasar por aquí. ¿Pues? (sustituye a cómo o por qué y puede expresar sorpresa)
- Háblale tú, pues lo conoces más que yo. (indica causa, motivo o razón)
- ¿Cómo que no viene? Pues eso, lo dicho. (indica la certeza de un juicio formulado anteriormente)
- Lo que digo es, pues eso, que no se puede vivir así. (valor iliativo: función fática, indica que el canal sigue abierto mientras se busca la forma de continuar con la secuencia)
- Repito, pues, que hace lo que debe. (valor continuativo: da continuidad al discurso, incluso al inicio de una conversación)

Además, hay muchas otras denotaciones y connotaciones que varían mucho según el tono, la parte de la frase y el contexto en que se coloque.

### Pretérito del indicativo
A diferencia de la mayoría de los dialectos castellanos, cada tiempo verbal del pretérito tiene un uso. En Hegoalde se utilizan los cinco tiempos verbales: pretérito imperfecto (hablaba), pretérito indefinido (hablé), pretérito perfecto (he hablado), pretérito pluscuamperfecto (había hablado) y pretérito anterior (hube hablado). Tienen los siguientes usos:
| Pretérito        | Uso                                                                         | Ejemplo                               |
| ---------------- | --------------------------------------------------------------------------- | ------------------------------------- |
| Perfecto         | Acciones realizadas hace poco tiempo (límite general: el mismo día)         | Esta mañana me he levantado fatal.    |
| Imperfecto       | Acciones habituales en el pasado, pero ya no                                | Antes me levantaba fatal.             |
| Indefinido       | Acciones realizadas hace mucho tiempo (límite general: de ayer hacia atrás) | Ayer me levanté fatal.                |
| Pluscuamperfecto | Acciones realizadas antes de otra acción en pretérito imperfecto            | Pensaba que me había levantado fatal. |
| Anterior         | Acciones realizadas antes de otra acción en pretérito indefinido            | Pensé que me hube levantado fatal.    |

### Imperfecto del subjuntivo y condicional
Es muy frecuente sustituir el imperfecto del subjuntivo por el condicional simple, tanto que es denominado el "condicional vasco". Por ejemplo, si tendría tiempo, iría en lugar de si tuviera tiempo, iría o si tuviese tiempo, iría. En consecuencia, el hablante no es capaz de distinguir entre hubiera o hubiese (las dos formas del subjuntivo imperfecto) y habría (forma del condicional simple), y puede decir: si habrías comprado pan, pues no tendríamos hambre. Muchos expertos creen que su origen está en el euskera, ya que la estructura utilizada en el idioma vasco es la misma, traduciéndose literalmente al castellano. De hecho, es muy común en Guipúzcoa y en el norte de Navarra (Bortziriak, Malerreka, Baztanaldea, Leitzaldea, Sakana...) y no es tan habitual en el resto de Hegoalde, aunque está presente.

### Euskarakadas
Al igual que el "condicional vasco", hay otras estructuras o palabras que se han exportado literalmente del euskera al castellano, llamadas comúnmente euskarakadak o euskaradak. Por ejemplo:
| Euskera                         | Castellano                    | Castellano                    |
| Euskera                         | Hizkeraz                      | Estandarraz                   |
| ------------------------------- | ----------------------------- | ----------------------------- |
| Enbarazu egiten didazu.         | Me haces embarazo.            | Me molestas.                  |
| Zer hartu behar duzue edateko?  | ¿Qué vais a coger para beber? | ¿Qué vais a tomar para beber? |
| Nere buruz pentsatzen ari naiz. | Estoy pensando por mi cabeza. | Estoy pensando en mi cabeza   |

### Seseo
Los castellanoparlantes euskaldunes tienden a sesear, sobre todo los de Navarra y Guipúzcoa. La razón es que el sonido "s" en castellano coincide con el euskera /s̻/ (representado por la letra "z") y el sonido euskerico /s̺/ (representado por la letra "s") no existe en castellano. A esto hay que añadir otro sonido sibilante del euskera: /ʃ/ (representado por la letra "x"), también inexistente en castellano. Al haber muchas más variedades sibilantes en euskera, los hablantes de Hegoalde tienden a pronunciar estos fonemas acercándose a la pronunciación del Vasco. En consecuencia, cincuenta ([θinkuenta]) es pronunciado "szinkuenta" ([s̻inkuenta]) y hostia ([ostia]) "oshtia" ([oʃtia]).

### Cambios en la acentuación
Al no existir un acento gráfico (diacríticos) en euskera, no existe una regulación específica para resaltar las palabras en dicho idioma. Mientras que en castellano cada palabra tiene un solo acento, en euskera una palabra puede tener más de un acento, según su significado y contexto. Así, la regla general en euskera es la tendencia a acentuar la segunda sílaba desde el principio de la palabra y la última, aunque el último no sea tan acentuado como el primero. Además, en la lengua vasca la secuencia o conjunto de palabras es la unidad de acentuación, a diferencia de la palabra para el castellano. Todo ello hace que los castellanoparlantes de Hegoalde no acentúen adecuadamente las palabras según las reglas ortográficas del castellano moderno. Por ejemplo, el nombre Iñigo es acentuado "Íñigo" en castellano estándar, pero "Iñígo" en el castellano de Hegoalde.

### Empleo de léxico euskérico
Al hablar en castellano, los habitantes de Hegoalde utilizan en ocasiones léxico que no recoge la Real Academia Española y que están presentes en euskera. Los préstamos más habituales son los saludos y los más utilizados son kaixo (hola) y agur (adiós). Y resulta que, debido a la gran diáspora vasca, la palabra agur está recogida en el diccionario de la Real Academia Española como "interjección usada para despedirse". Eskerrik asko (muchas gracias), ez horregatik (de nada), mesedez (por favor), zer moduz (¿qué tal?), zorionak (felicidades, enhorabuena), maite zaitut (te quiero, te amo), urte berri on (feliz año nuevo), egun on (buenos días), arratsalde on (buenas tardes) o gabon (buenas noches) son también palabras habituales. Asimismo, interjecciones como aupa y epa son habituales entre los hablantes de estas variedades. De igual manera, y sobre todo entre los euskaldunes, se utilizan palabras básicas como etxea (casa), muxu (beso), dirua (dinero), lehendakari (presidente; utilizado sólo para los de Euskadi y Navarra), ikusi (mira), maitia (cariño, querida), ama (madre), aita (padre), amona (abuela), aitona (abuelo), etc.

### Vocabulario navarro
En Navarra existe un léxico propio en castellano, también utilizable en euskera, que se complementa con el uso de léxico euskerico. Algunos ejemplos son villavesa (autobús urbano; uso exclusivo para Iruñerria), componer (aliñar la ensalada) o hacer borota (no acudir a clase).[cita requerida]

### Empleo de toponimia vasca
Está muy extendida la utilización de los topónimos tradicionales vascos, frente a sus denominaciones en castellano.[cita requerida] En otras ocasiones, los hablantes del País Vasco y Navarra tienen simplemente preferencia para utilizar nombres vascos. Algunos ejemplos extractos de medios de comunicación son:
- "La oferta de las escuelas infantiles de Iruñea vuelve a limitar el euskara a tres centros" (Pamplona)[32]
- "Getxo entra en zona roja y cierra bares y restaurantes" (Guecho)[33]
- "Cribados en el Hospital Donostia por otro brote" (San Sebastián)[34]
- "La Mancomunidad de Iparralde reclama el derecho a la diferenciación" (Iparralde, País Vasco norte)[35]

Sin embargo, esto también se aplica a los ciudadanos de a pie, que utilizan mayoritariamente los nombres de lugares en euskera. También habría que tener en cuenta que la mayoría de los topónimos de Hegoalde (a excepción del sur de Navarra) están oficialmente tan sólo en euskera.

### Sufijos diminutivos
En castellano estándar, para aplicar el diminutivo, se añaden las partículas -ito, -ita, -itos o -itas al final de la palabra, según género y número[cita requerida]. Sin embargo, en Hegoalde se utilizan dos fórmulas distintas: -ico, -ica, -icos e -icas o -ete, -eta, -etos y -etas[cita requerida]. La primera se utiliza especialmente en Navarra[cita requerida] y comarcas limítrofes de Aragón[cita requerida]. Por ejemplo, el pañuelo de San Fermín se llama "el pañuelico". La segunda, en cambio, es de uso generalizado en todo Hegoalde[cita requerida]. Algunas palabras creadas con él son silleta (sillita) o calderete (guiso). Hay, sin embargo, palabras como chancleta (diminutivo de "chancla"), caseta (diminutivo de "casa") o pandereta (diminutivo de "pandera") que, pese a acabar con dichas terminaciones, se han generalizado en todo el mundo castellano, pero originalmente sólo se empleaban en el castellano de Hegoalde.[cita requerida] Hay un caso especial[cita requerida], empleado especialmente en la Ribera Navarra, donde se pueden encontrar tres diminutivos juntos: muetico. En castellano estándar no tendría traducción[cita requerida], ya que en estas variedades se utilizan palabras con diminutivos que, teóricamente, no deberían llevarlos. Procede de la palabra majo[cita requerida], a la que se añaden los sufijos: majo + ico = majico / majico + ete = majete → muete / muete + ico = muetico.

## Características compartidas con otras variedades
Estas variedades tiene varias características compartidas con otros dialectos, especialmente con el aragonés o el riojano.

### Fonética
- Entonación ascendente de las frases, con alargamiento de la vocal final. En el área del valle del Ebro, con más intensidad.
- Reducción de los grupos consonánticos cultos de las palabras castellanas: eletrico, "eléctrico", perfeto, "perfecto", repunante, "repugnante".
- Fuerte tendencia antihiática, que reduce los hiatos a diptongos: indoeuropeo > indouropeo > induropeo; héroe > herue; ahora > ahura > ara, pues > pos; etc.
- Fonéticamente se distingue entre las grafías y y ll, especialmente en Navarra.
- La -d final suele sustituirse por -z: verdad > verdaz; salud > saluz.
- Pronunciación del sonido /ř/ asilabado en Navarra como [ʐ] de la misma manera que en otras zonas del norte de España tales como La Rioja y zonas de Aragón en algunos hablantes.
- Supresión de v al principio de algunas palabras: amos y no vamos.
- En los adverbios temporales, el acento se coloca al final: malaménte, sinceraménte, mayorménte.

### Gramática
- Omisión o elisión de la vocal final de determinadas partículas cuando la palabra siguiente empieza por vocal, sobre todo si luego viene una palabra de una o dos sílabas: plaza del > plaza'l; todo el > to'l; para ti > pa'ti.
- Ausencia de leísmo
- Uso frecuente del artículo definido con nombres propios (el Patxi, la Naiara)
- Uso de vosotros como pronombre personal de confianza de segunda persona plural frente a usted, utilizado como tratamiento respetuoso. Usted se utiliza menos, sobre todo entre los más jóvenes, decantándose por la fórmua tú, incluso en tratamientos respetuosos. Lo mismo ocurre con ustedes y vosotros.
- Uso del infinitivo para el imperativo plural de confianza: (vosotros) ser buenos y callaros (forma estándar: "sed buenos y callaos").
- Inclusión de la letra a al comienzo de algunas palabras, sobre todo frente a las que empiezan por r-: arrascar (en lugar de "rascar"), arrodear (en lugar de "rodear").
- Sustitución la preposición por por la preposición a en varias frases, sobre todo cuando el tiempo va acompañado de un adverbio: ayer a la mañana, ayer a la noche (modo estándar: "ayer por la mañana", "ayer por la noche").
- En el lenguaje coloquial general, el artículo se antepone al pronombre interrogativo qué. Así, en la siguiente conversación, el artículo el o la sobraría, según las normas del castellano estándar:

| Masculino                                 | Femenino                                |
| ----------------------------------------- | --------------------------------------- |
| ¿Has visto el pájaro? ¿El qué? El pájaro. | ¿Has hecho la tarea? ¿La qué? La tarea. |

Sin embargo, en Navarra, a diferencia de cualquier otro dialecto del castellano, ambos pronombres son sustituidos por el artículo neutro lo. Así, la conversación anterior se desarrollaría de la siguiente manera:
| Masculino                                 | Femenino                                |
| ----------------------------------------- | --------------------------------------- |
| ¿Has visto el pájaro? ¿Lo qué? El pájaro. | ¿Has hecho la tarea? ¿Lo qué? La tarea. |